# Liste der Kulturdenkmale in Pforzheim-Nordstadt
In der Liste der Kulturdenkmale in Pforzheim-Nordstadt werden alle unbeweglichen Bau- und Kunstdenkmale in der Pforzheimer Nordstadt aufgelistet, die in der städtischen „Liste der Kulturdenkmale“ geführt sind.

## Liste
| Bild           | Bezeichnung                                                | Lage | Datierung  | Beschreibung                                                             | ID |
| -------------- | ---------------------------------------------------------- | --- | ---------- | ------------------------------------------------------------------------ | -- |
|                | Ehemalige Zollgutabfertigungshalle                         | Am Hauptgüterbahnhof 2-4 (Flst.-Nr. 64/39) | um 1911    | Geschützt nach § 2 DSchG                                                 |    |
|                | Zweiteilige Stadtwohngruppe mit Vorgarteneinfriedung       | Bayernstraße 10 / Rudolfstraße 48 (Flst.-Nr. 7382/2, 7382/4) | 1914       | Geschützt nach § 2 DSchG                                                 |    |
|                | Zweiteilige Stadtwohnhausgruppe mit Vorgarteneinfriedung   | Bayernstraße 37 / Hohenzollernstraße 102 (Flst.-Nr. 7266/1, 7266) | 1912       | Geschützt nach § 2 DSchG                                                 |    |
|                | Öffentliche Straßenfläche                                  | Bernhardstraße (Flst.-Nr. 3384/1) |            | Geschützt nach § 2 DSchG                                                 |    |
|                | Felsenkeller                                               | Bernhardstraße 12 (Flst.-Nr. 3383/2) | 1864       | Geschützt nach § 2 DSchG                                                 |    |
|                | Stadtwohngeschäftshaus                                     | Bertholdstraße 9 (Flst.-Nr. 6990) | 1912       | Geschützt nach § 2 DSchG                                                 |    |
|                | Stadtwohngeschäftsdoppelhaus                               | Bertholdstraße 11 / Hohenstaufenstraße 20 (Flst.-Nr. 6990/1, 6990/2) | 1912       | Geschützt nach § 2 DSchG                                                 |    |
|                | Dreiteilige Stadtwohnhausgruppe                            | Bismarckstraße 2/4 / Emil-Strauß-Straße 7 (Flst.-Nr. 6458/2, 6458/3, 6458) | 1898       | Geschützt nach § 2 DSchG                                                 |    |
|                | Vierteilige Stadtwohnhausgruppe                            | Bismarckstraße 5, 7, 9, 11 (Flst.-Nr. 6504/4, 6504/3, 6504/2, 6504/1) | 1900       | Geschützt nach § 2 DSchG                                                 |    |
|                | Stadtwohnhaus                                              | Bismarckstraße 6 (Flst.-Nr. 6459) | um 1877    | Geschützt nach § 2 DSchG                                                 |    |
|                | Vierteilige Stadtwohnhausgruppe                            | Bismarckstraße 8, 10, 12/14 (Flst.-Nr. 6460, 6461, 6462, 6463) | 1897, 1901 | Geschützt nach § 2 DSchG                                                 |    |
|                | Vierteilige Stadtwohnhausgruppe                            | Bismarckstraße 13, 15/17/19 (Flst.-Nr. 6502, 6502/1, 6501/1) | 1903       | Geschützt nach § 2 DSchG                                                 |    |
|                | Zweiteilige Stadtwohnhausgruppe                            | Bismarckstraße 16/18 (Flst.-Nr. 6464/1, 6464/2) | 1875       | Geschützt nach § 2 DSchG                                                 |    |
|                | Stadtwohnhaus                                              | Bismarckstraße 20 (Flst.-Nr. 6466/3) | 1906       | Geschützt nach § 2 DSchG                                                 |    |
|                | Dreiteilige Stadtwohnhausgruppe                            | Bismarckstraße 22/24/26 (Flst.-Nr. 6466/4, 6467, 6467/1) | 1906       | Geschützt nach § 2 DSchG                                                 |    |
|                | Dreiteilige Stadtwohnhausgruppe                            | Bismarckstraße 28/30/32 (Flst.-Nr. 6468/1, 6468/2, 6468/3) | 1901       | Geschützt nach § 2 DSchG                                                 |    |
|                | Ehemalige Villa Winkelstroeter                             | Blücherstraße 32 (Flst.-Nr. 7213) | 1910       | Geschützt nach § 2 DSchG                                                 |    |
|                | Dreiteilige Stadtwohnhausgruppe                            | Blumenheckstraße 37/39 / Yorkstraße 13 (Flst.-Nr. 7180, 7180/1, 7180/2) |            | Geschützt nach § 2 DSchG                                                 |    |
|                | Gruppe von vier Wohnhäusern Hachelhäuser                   | Blumenthalstraße 5/7, 9/11, 13/15, 17/19 / Roonstraße 6/8, 10/12, 14/16, 18/20 (Flst.-Nr. 6181, 6182, 6183, 6184, 6185, 6186, 6188, 6442, 6450, 6449, 6448, 6447, 6446, 6445, 6444, 6443) | 1873       | Geschützt nach § 2 DSchG                                                 |    |
|                | Stadtwohnhausblock mit ehemaligem Gasthof Stadt Bretten    | Brettener Straße 11 / Wittelsbacher Straße 19 (Flst.-Nr. 7034/1) | 1927       | Geschützt nach § 2 DSchG                                                 |    |
|                | Nordstadtschule                                            | Brettener Straße 19 (Flst.-Nr. 7080) | 1920       | Geschützt nach § 2 DSchG                                                 |    |
|                | Siedlungshaus der Wartbergsiedlung                         | Brettener Straße 64 |            | Geschützt nach § 2 DSchG                                                 |    |
|                | Stadtwohnhaus                                              | Christophallee 19 (Flst-Nr. 7016/2) | 1913       | Geschützt nach § 2 DSchG                                                 |    |
|                | Stadtwohnhaus mit ehemaligen Gaststätte Markgraf Christoph | Christophallee 20 (Flst.-Nr. 7017/1) | 1913       | Geschützt nach § 2 DSchG                                                 |    |
|                | Dreiteilige Stadtwohnhausgruppe                            | Christophallee 21 / Hohenzollernstraße 25/27 (Flst.-Nr. 7016/6, 7916/7, 7016) | 1913/14    | Geschützt nach § 2 DSchG                                                 |    |
|                | Stadtwohndoppelhaus                                        | Ebersteinstraße 18/20 (Flst.-Nr. 3391/2, 3391/1) | 1911       | Geschützt nach § 2 DSchG                                                 |    |
|                | Dreiteilige Stadtwohnhausgruppe                            | Ebersteinstraße 22 / Salierstraße 30/32 (Flst.-Nr. 3385/9, 3385/10, 3385/8) | 1911       | Geschützt nach § 2 DSchG                                                 |    |
|                | Dreiteilige Stadtwohnhausgruppe                            | Ebersteinstraße 24, 26/28 (Flst.-Nr. 3385/1, 3385/7, 3385/6) | 1908       | Geschützt nach § 2 DSchG                                                 |    |
|                | Stadtwohnhaus mit Hofflügel                                | Ebersteinstraße 31 (Flst.-Nr. 6156) | 1907       | Geschützt nach § 2 DSchG                                                 |    |
|                | Vierteilige Stadtwohnhausgruppe                            | Ebersteinstraße 33/35 37/39 (Flst.-Nr. 6155/6, 6155/5, 6155/4, 6155/3) | 1907       | Geschützt nach § 2 DSchG                                                 |    |
|                | Siedlungshäuser der Wartbergsiedlung                       | Gerwigstraße 43, 45/47, 49/51, 53/55/57/59, 61/63, 65/67/69/71, 73/75, 77/79, 81/83, 85/87                                                                                                |            | Geschützt nach § 2 DSchG                                                 |    |
|                | Siedlungshäuser der Wartbergsiedlung                       | Grashofallee 7/9 |            | Geschützt nach § 2 DSchG                                                 |    |
|                | Ehemalige Güterabfertigungshalle                           | Güterbahnhof 5 (Flst.-Nr. 64) | um 1911    | Geschützt nach § 2 DSchG                                                 |    |
|                | Stadtwohngeschäftshaus mit Hofflügel                       | Güterstraße 9/9a (Flst.-Nr. 6203, 6203/4) | 1907       | Geschützt nach § 2 DSchG                                                 |    |
|                | Wohnhäuser am Vorplatz des Hauptfriedhofs                  | Hachelallee 1 und 3 (Flst.-Nr. 8150/1, 8150/2) | 1935/36    | Geschützt nach § 2 DSchG                                                 |    |
|                | Ehemalige Villa Herbstrith mit Vorgarten                   | Hachelallee 7 (Flst.-Nr. 8160) | 1922       | Geschützt nach § 2 DSchG                                                 |    |
|                | Ehemalige Villa Lauer mit Vorgarten                        | Hachelallee 9 (Flst.-Nr. 8163) | 1922       | Geschützt nach § 2 DSchG                                                 |    |
| Weitere Bilder | Hachelturm mit umgebender Grünanlage                       | Hachelallee 17 (Flst.-Nr. 12473) | 1904       | Geschützt nach § 2 DSchG                                                 |    |
|                | Ehemaliges Gartenhaus Straus mit Gartenparterre            | Hachelallee 37 (Flst.-Nr. 19304) | 1924       | Geschützt nach § 2 DSchG                                                 |    |
|                | Ehemalige Villa Weber                                      | Hachelallee 41 (Flst.-Nr. 19296) | 1912       | Geschützt nach § 2 DSchG                                                 |    |
|                | Ehemalige Villa Rothschild                                 | Hachelallee 88 (Flst.-Nr. 12672/4) | 1926       | Geschützt nach § 2 DSchG                                                 |    |
|                | Hachelbrücke                                               | Hachelbrücke | 1902       | Bogenbrücke über die Eisenbahn. Geschützt nach § 2 DSchG                 |    |
|                | Vierteilige Stadtwohngeschäftshausgruppe                   | Heinrich-Wieland-Allee 2/4 / Hohenzollernstraße 56/58 (Flst.-Nr. 7053/3, 7053/2, 7053/5, 7053/4)                                                                                          | 1912       | Geschützt nach § 2 DSchG                                                 |    |
|                | Zwei Wohndoppelhäuser mit Vorgärten                        | Heinrich-Wieland-Allee 19/21, 23/25 (Flst.-Nr. 3383/3, 3383/5, 3383/4, 3383/6) | 1908       | Geschützt nach § 2 DSchG                                                 |    |
|                | Ehemalige Villa Manz mit Gartenanlage und Einfriedung      | Heinrich-Wieland-Allee 43 (Flst.-Nr. 3482) | 1902       | Geschützt nach § 2 DSchG                                                 |    |
|                | Steinerner Wegweiser                                       | Heinrich-Wieland-Allee (Flst.-Nr. 7125/8) | um 1875    | Geschützt nach § 2 DSchG                                                 |    |
|                | Siedlungshäuser der Wartbergsiedlung                       | Hetzenbergweg 4, 6/8, 10, 14, 16/18 |            | Geschützt nach § 2 DSchG                                                 |    |
|                | Stadtwohnhaus                                              | Hohenstaufenstraße 1 (Flst.-Nr. 6996) | 1914       | Geschützt nach § 2 DSchG                                                 |    |
|                | Dreiflüglige Wohnanlage                                    | Hohenstaufenstraße 5a/5b / Pfälzerstraße 15 / Salierstraße 7/9/11 (Flst.-Nr. 6999) | 1938       | Geschützt nach § 2 DSchG                                                 |    |
|                | Stadtwohngeschäftshaus                                     | Hohenzollernstraße 29 (Flst.-Nr. 7016/1) | 1913       | Geschützt nach § 2 DSchG                                                 |    |
|                | Stadtwohngeschäftshaus mit Vorgarten                       | Hohenzollernstraße 34 (Flst.-Nr. 7074/4) | 1925       | Geschützt nach § 2 DSchG                                                 |    |
|                | Stadtwohngeschäftshaus mit Vorgarten                       | Hohenzollernstraße 36 (Flst.-Nr. 7074/3) | 1924       | Geschützt nach § 2 DSchG                                                 |    |
|                | Fünfteilige Stadtwohnhausgruppe mit Vorgarteneinfriedungen | Hohenzollernstraße 40/42, 44, 46/48 (Flst.-Nr. 7047/6, 7047/7, 7047/8, 7050, 7050/3) | 1927/29    | Geschützt nach § 2 DSchG                                                 |    |
|                | Fünfteilige Stadtwohnhausgruppe                            | Hohenzollernstraße 49/51/53/55 / Pfälzerstraße 19 (Flst.-Nr. 7006/4, 7006/5, 7006/10, 7006/11, 7006/3)                                                                                    | 1926/27    | Geschützt nach § 2 DSchG                                                 |    |
|                | Dreiteilige Stadtwohnhausgruppe                            | Hohenzollernstraße 65/67/69 (Flst.-Nr. 7004/10, 7004/9, 7004/8) | 1914       | Geschützt nach § 2 DSchG                                                 |    |
|                | Dreiteilige Stadtwohnhausgruppe                            | Hohenzollernstraße 73, 75/77 (Flst.-Nr. 6155/2, 6155/1, 6155) | 1907       | Geschützt nach § 2 DSchG                                                 |    |
|                | Dreiteiliges Stadtwohnhaus mit Vorgärten                   | Hohenzollernstraße 74/76/78 (Flst.-Nr. 6149/11, 6149/10, 6149/9) | 1913       | Geschützt nach § 2 DSchG                                                 |    |
|                | Stadtwohngeschäftshaus mit Hofflügel                       | Hohenzollernstraße 79 (Flst.-Nr. 6154) | 1909       | Geschützt nach § 2 DSchG                                                 |    |
|                | Dreiteiliges Stadtwohnhaus                                 | Hohenzollernstraße 80/82/84 (Flst.-Nr. 7241, 7244, 7245) | 1911       | Geschützt nach § 2 DSchG                                                 |    |
|                | Ehemalige Metallwarenfabrik Wilhelm Wolff                  | Hohenzollernstraße 81/83 (Flst.-Nr. 6157) | 1907/13    | Geschützt nach § 2 DSchG                                                 |    |
|                | Stadtwohnhaus                                              | Hohenzollernstraße 85 (Flst.-Nr. 6152/1) | 1910       | Geschützt nach § 2 DSchG                                                 |    |
|                | Stadtwohngeschäftshaus mit Seitenflügel und Vorgarten      | Hohenzollernstraße 86 (Flst.-Nr. 7256) | 1909       | Geschützt nach § 2 DSchG                                                 |    |
|                | Stadtwohnhaus                                              | Hohenzollernstraße 87 (Flst.-Nr. 6152) | 1910       | Geschützt nach § 2 DSchG                                                 |    |
|                | Zweiteilige Stadtwohnhausgruppe                            | Hohenzollernstraße 89 / Rudolfstraße 31 (Flst.-Nr. 6149/7, 6149/4) | 1913       | Geschützt nach § 2 DSchG                                                 |    |
|                | Dreiteiliges Stadtwohnhaus mit Hofflügeln und Vorgärten    | Hohenzollernstraße 90/92/94 (Flst.-Nr. 7260, 7261, 7262) | 1911       | Geschützt nach § 2 DSchG                                                 |    |
|                | Zweiteilige Stadtwohnhausgruppe                            | Hohenzollernstraße 91 / Philippstraße 4 (Flst.-Nr. 6149/3, 6149) | 1914/27    | Geschützt nach § 2 DSchG                                                 |    |
|                | Dreiteiliges Stadtwohnhaus mit Vorgärten                   | Hohenzollernstraße 96/98/100 (Flst.-Nr. 7263, 7264, 7265) | 1911       | Geschützt nach § 2 DSchG                                                 |    |
|                | Zweiteilige Stadtwohnhausgruppe mit Vorgärten              | Ispringer Straße 8, 10 (Flst.-Nr. 6213/11, 6213/12) | 1905/08    | Geschützt nach § 2 DSchG                                                 |    |
|                | Vierteilige Stadtwohnhausgruppe                            | Ispringer Straße 17/19/21/23 (Flst.-Nr. 6192/3, 6192/2, 6192/1, 6192) | 1907       | Geschützt nach § 2 DSchG                                                 |    |
| Weitere Bilder | Hauptfriedhof (Sachgesamtheit)                             | Ispringer Straße 41 (Flst.-Nr. 6129) | 1917       | Geschützt nach § 2 DSchG                                                 |    |
|                | Eingangsbaugruppe mit Aussegnungshalle des Hauptfriedhofs  | Ispringer Straße 41 (Flst.-Nr. 6129) | 1917       | Geschützt nach § 12 DSchG                                                |    |
|                | Ehemalige Stadtvilla Kahn mit Vorgarteneinfriedung         | Kaiser-Wilhelm-Straße 1 (Flst.-Nr. 6508) | 1899       | Geschützt nach § 2 DSchG                                                 |    |
|                | Ehemalige Villa Maischhofer mit Gartentor                  | Kaiser-Wilhelm-Straße 9 (Flst.-Nr. 6500) | 1897       | Geschützt nach § 2 DSchG                                                 |    |
|                | Siedlungshäuser der Wartbergsiedlung                       | Kreuzsteinallee 21, 23, 27/29, 31/33, 35, 39/41, 43, 45/47, 58, 60, 62, 64, 66, 70, 72/74, 76/78, 80/82, 84/86, 88/90, 92, 94, 96, 98, 100/102                                            |            | Geschützt nach § 2 DSchG                                                 |    |
|                | Stadtwohngeschäftshaus mit Hofflügel                       | Kronprinzenstraße 27 (Flst.-Nr. 6246/11) | 1907       | Geschützt nach § 2 DSchG                                                 |    |
|                | Finanzamt, ehemalige Uhrenfabrik LACO & DUROWE             | Moltkestraße 8 (Flst.-Nr. 8177) | 1950       | Geschützt nach § 2 DSchG                                                 |    |
|                | Ehemalige Villa Salè mit Resten der Gartenanlage           | Moltkestraße 25 (Flst.-Nr. 8207) | 1903       | Geschützt nach § 2 DSchG                                                 |    |
|                | Ehemalige Villa Wiedmann                                   | Nibelungenstraße 41 (Flst.-Nr. 19314) | 1924       | Geschützt nach § 2 DSchG                                                 |    |
|                | Ehemalige Villa Herb                                       | Nibelungenstraße 69a (Flst.-Nr. 19311) | 1923       | Geschützt nach § 2 DSchG                                                 |    |
|                | Siedlungshäuser der Wartbergsiedlung                       | Oberer Wingertweg 31, 32, 33/35, 34, 36/38, 37/39, 40/42, 412/43, 44/46, 45/47, 48/50, 49, 51, 52/54, 53, 55, 56/56a, 57, 58, 59, 61, 63/65, 67/69/71/73                                  |            | Geschützt nach § 2 DSchG                                                 |    |
|                | Pforzheimer Tunnel                                         | Pforzheimer Tunnel | 1860       | Eisenbahntunnel mit vorgelagerten Einschnitten. Geschützt nach § 2 DSchG |    |
|                | Stadtwohnhaus                                              | Rudolfstraße 27 (Flst.-Nr. 6153/7) | 1873       | Geschützt nach § 2 DSchG                                                 |    |
|                | Stadtwohnhaus                                              | Rudolfstraße 29 (Flst.-Nr. 6149/8) | 1913       | Geschützt nach § 2 DSchG                                                 |    |
|                | Vierteilige Stadtwohnhausgruppe                            | Rudolfstraße 32/34/36/38 (Flst.-Nr. 6152/5, 6152/4, 6152/3, 6152/2) | 1909       | Geschützt nach § 2 DSchG                                                 |    |
|                | Wohnblock                                                  | Salierstraße 4-8 (Flst.-Nr. 7006) | 1936       | Geschützt nach § 2 DSchG                                                 |    |
|                | Stadtwohnhaus                                              | Salierstraße 18 (Flst.-Nr. 7005) | 1929       | Geschützt nach § 2 DSchG                                                 |    |
|                | Stadtwohnhaus                                              | Salierstraße 20 (Flst.-Nr. 7003) | 1914       | Geschützt nach § 2 DSchG                                                 |    |
|                | Stadtwohnhaus                                              | Salierstraße 54 (Flst.-Nr. 6153/8) | 1914       | Geschützt nach § 2 DSchG                                                 |    |
|                | Stadtwohnhaus                                              | Salierstraße 58 (Flst.-Nr. 7459) | 1914       | Geschützt nach § 2 DSchG                                                 |    |
|                | Siedlungshäuser der Wartbergsiedlung                       | Schauinslandstraße 1/3, 2, 4, 5/7, 6, 8, 9/11, 10, 12, 13/15, 14, 16, 17/19, 18, 20, 21/23, 22, 24/26/28, 25/27, 29, 30/32, 31/33/35/37, 34, 39, 41/43/45, 47, 49/51/53/55/57             |            | Geschützt nach § 2 DSchG                                                 |    |
|                | Siedlungshäuser der Wartbergsiedlung                       | Tullastaffel 1, 2, 3/5, 4/6 |            | Geschützt nach § 2 DSchG                                                 |    |
| Weitere Bilder | Wartturm                                                   | Wartturm (Flst.-Nr. 3810) (Karte) |            | Geschützt nach § 2 DSchG                                                 |    |
|                | Wartbergsiedlung                                           | Wartbergsiedlung |            | Geschützt nach § 2 DSchG                                                 |    |
|                | Ehemalige Villa Kuppenheim                                 | Wilferdinger Straße 6 (Flst.-Nr. 12440/1) | 1903       | Geschützt nach § 2 DSchG                                                 |    |
|                | Villa Burkhardt                                            | Wilferdinger Straße 30 (Flst.-Nr. 12435) | 1903/11    | Geschützt nach § 2 DSchG                                                 |    |
| Weitere Bilder | Logenhaus Reuchlin, ehemalige Villa Becker                 | Wilferdinger Straße 62 (Flst.-Nr. 13683) | 1913       | Geschützt nach § 2 DSchG                                                 |    |
|                | Wohnhaus                                                   | Wolfsbergallee 22 (Flst.-Nr. 8101) | 1923       | Geschützt nach § 2 DSchG                                                 |    |
|                | Vogelbrunnen                                               | Zähringerallee (Flst.-Nr. 7002) | 1927       | Geschützt nach § 2 DSchG                                                 |    |
|                | Zwei Stadtwohndoppelhäuser mit Vorgärten                   | Zähringerallee 8/10, 12/14 (Flst.-Nr. 6996/1, 6996/2, 6996/5, 6996/6) | 1914       | Geschützt nach § 2 DSchG                                                 |    |
|                | Dreiteiliges Stadtwohnhaus mit Vorgarten                   | Zähringerallee 16/18/20 (Flst.-Nr. 6997, 6997/1, 6997/2) | 1914       | Geschützt nach § 2 DSchG                                                 |    |
|                | Stadtwohnhaus mit Vorgarten                                | Zähringerallee 24 (Flst.-Nr. 7004) | 1923       | Geschützt nach § 2 DSchG                                                 |    |
|                | Stadtwohnhaus                                              | Zähringerallee 25 (Flst.-Nr. 3395/10) | 1904       | Geschützt nach § 2 DSchG                                                 |    |
|                | Stadtwohnhaus mit Vorgarten                                | Zähringerallee 26 (Flst.-Nr. 7004/1) | 1926       | Geschützt nach § 2 DSchG                                                 |    |
|                | Stadtwohndoppelhaus mit Vorgarten                          | Zähringerallee 27/29 (Flst.-Nr. 3393/1, 3392/1) | 1906       | Geschützt nach § 2 DSchG                                                 |    |
|                | Stadtwohnhaus mit Vorgarten                                | Zähringerallee 32 (Flst.-Nr. 7004/7) | 1914       | Geschützt nach § 2 DSchG                                                 |    |
|                | Gruppe von fünf Stadtwohnhäusern mit Vorgärten             | Zähringerallee 33, 35, 37/39, 41 (Flst.-Nr. 3387/1, 3385/3, 3385/4, 3385/2) | 1899–02    | Geschützt nach § 2 DSchG                                                 |    |